# پیرومان
پیرومان (به صربی: Piroman) یک منطقهٔ مسکونی در صربستان است که در اوبرنوواتس واقع شده‌است. پیرومان ۱۱٫۸۳ کیلومتر مربع مساحت و ۹۰۸ نفر جمعیت دارد و ۸۲ متر بالاتر از سطح دریا واقع شده‌است.